# Charles Moreau (marin)
Pour les articles homonymes, voir Charles Moreau.
Charles Moreau, né à Jérémie dans l’île de Saint-Domingue le 27 août 1776 et mort au combat le 8 mars 1808  dans le golfe de Mannar, est un officier de marine, l'un des sinon le premier polytechnicien à servir dans cette arme, qui participa notamment à l'expédition vers les Terres australes conduite par Nicolas Baudin au départ du Havre à compter du 19 octobre 1800.
Il a laissé en 1801 son nom à l'entrée Moreau, située à la jonction de la Swan River avec la Canning River (en) à Perth, ainsi qu'à la pointe Moreau, un cap d'Australie-Occidentale donnant sur le Havre Henri Freycinet, dans la baie Shark.

## Biographie

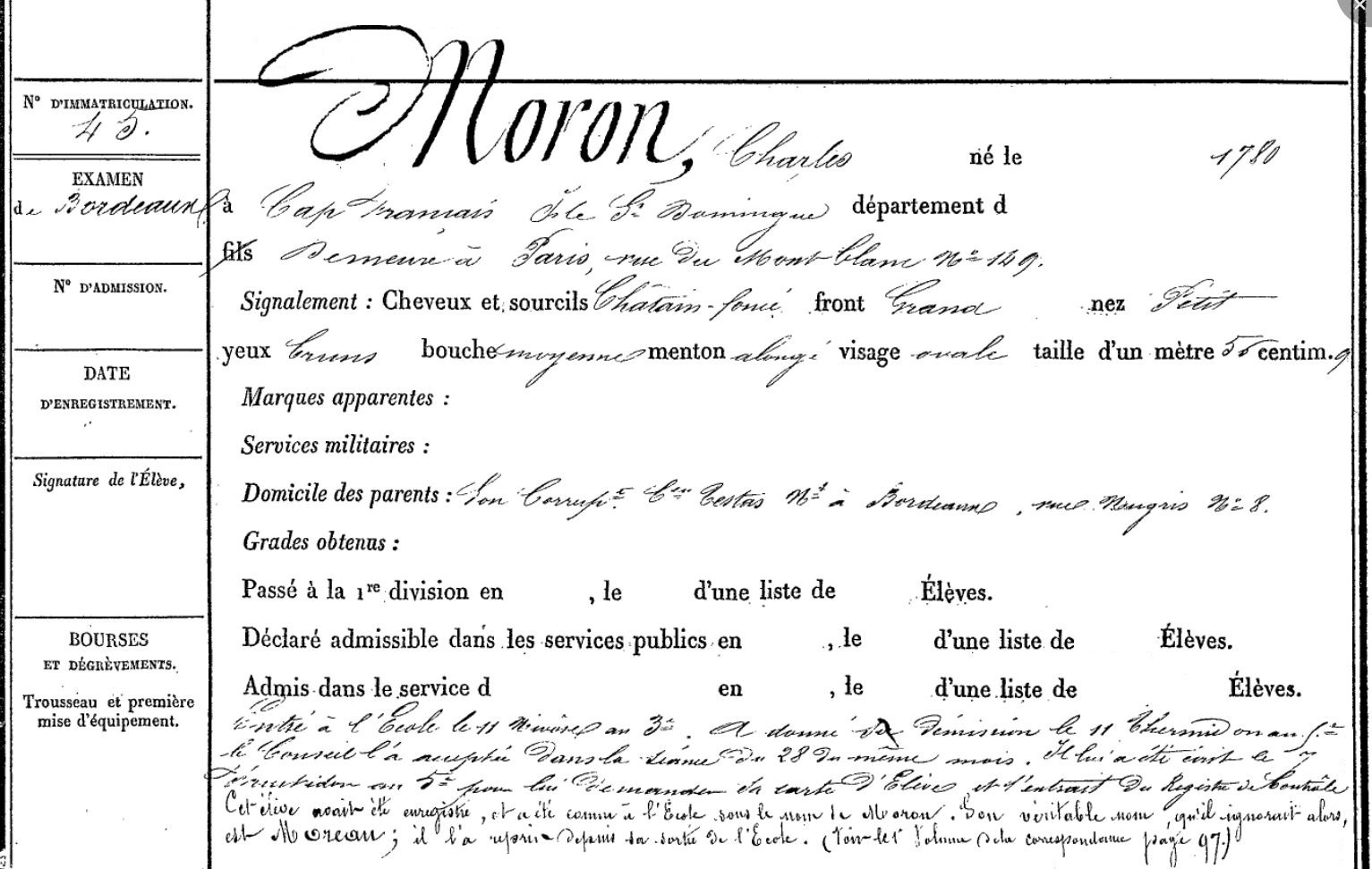
Fiche matricule de Charles Moron
(collections de l'École polytechnique)

Charles Moreau – ou Moreau, dit Moron – nait le 27 août 1776, à Jérémie dans l’île de Saint-Domingue quelques années avant les événements qui changèrent l'état politique de cette île ; il est créole,, fils de Louis et de Françoise Borderat.
Fort jeune, à peine quatorze ans, il vient en France pour y faire ses études, et vit à Bordeaux quand y parvient la nouvelle de ces événements dont sa famille pâtit particulièrement : Charles se retrouve à Bordeaux comme abandonné et sans ressources. Une bordelaise généreuse le prend en charge et décide le jeune homme à recevoir ses bienfaits.
Très vite Charles Moreau montre des dons pour les mathématiques. Il se présente en 1794 au jury de sélection de la première promotion de l'École polytechnique, où il est reçu dans la promotion du 4 frimaire an III (24 novembre 1794) sous le patronyme de Moron, puis admis le 11 nivôse an III (31 décembre 1794),. Il est connu ensuite sous le nom de Moreau, dit Moron,.
Sa fiche matricule de ce qui est encore l'École centrale des travaux publics, indique une naissance au Cap-Français (aujourd'hui Cap-Haïtien) et non pas Jérémie comme l'écrivent ses biographes et en témoigne son acte de mariage. Elle mentionne que cet élève a été enregistré et connu à l'École sous le nom de Moron, que son véritable nom qu'il ignorait alors est Moreau, patronyme qu'il a repris à sa sortie de l'École,,,.
Elle précise enfin que son correspondant est le sieur Testas, négociant à Bordeaux, demeurant rue Nugris no 8. Il s'agit très vraisemblablement de Pierre, l'un des deux frères bordelais Testas, habitant rue Huguerie et gérant à Bordeaux la vente du sucre et du coton en provenance de leur propriété que dirige leur frère François, une sucrerie et des maisons, précisément située à une demi-lieue de Jérémie, sur l’île de Saint-Domingue.

### Un éminent professeur de mathématiques
À sa sortie de l'École où il s'est forgé une réputation d'habile mathématicien, Moreau démissionne le 12 thermidor an V (30 juillet 1797) et reprend son indépendance pour enseigner les mathématiques à Paris.
Le 20 nivôse an VII (9 janvier 1799), âgé de vingt-deux ans, il épouse à Paris Joséphine Anne Madeleine Muraire, âgée de seize ans, parente du conseiller d'état Honoré Muraire. Six mois plus tard, le 1er thermidor an VII (19 juillet 1799) naît leur fils Charles Constant Ernest,.
Heureux en ménage, passionné par ses travaux mathématiques, Moreau n'a qu'un regret : Saint-Domingue n'est plus libre et cette pensée l'obsède ! Une circonstance fortuite change alors le cours de la vie de celui en qui, selon son biographe Augustin Jal, les deux grands géomètres, Laplace et Lagrange, auraient vu comme leur successeur.
Passant sur la place de Saint-Germain-l'Auxerrois, Moreau voit un groupe de curieux devant l'étalage d'un marchand de gravures. C'est la représentation d'un des faits éclatants de l'armée d'Italie qui attire et retient ainsi les passants. La relation qu'il en lit provoque chez lui une exaltation telle qu'il tombe en syncope car il vient d'avoir la révélation de son destin. Sa résolution est prise, les considérations de famille ne peuvent rien contre le devoir qu'il vient de s'imposer : il sera marin.
Charles Moreau se rend immédiatement au ministère de la Marine pour s'engager et l'éminent professeur de mathématiques reçoit une feuille de route comme simple matelot.
Augustin Jal, son biographe, situe a priori cet événement postérieurement au mariage de Moreau. Il indique également que Bruix, le Ministre de la Marine et des Colonies du 27 avril 1798 au 4 mars 1799, exempte Moreau des conditions d'âge pour se présenter à l'examen d'aspirant de première classe après que le capitaine de vaisseau Bergeret a défendu sa cause.
Le temps mis par Moreau pour rejoindre Brest où il doit embarquer sur le Dix-Août que commande Bergeret, celui pris ensuite par les échanges de courrier entre Bergeret et son ministre, la publication du décret d'exemption d'âge, le fait que Bruix n'est encore ministre que les deux premiers mois de l'année 1799 laissent conclure que l'engagement de marin date des tout premiers jours de 1799, si ce n'est de décembre 1798.
Moreau est-il déjà tenu par un engagement impossible à résilier quand il se marie le 20 nivôse an VII (9 janvier 1799) ? La future épouse sait-elle qu'elle est enceinte à seize ans de près de deux mois et demi d'un garçon lequel, selon son acte de naissance de l'état civil reconstitué de la ville de Paris (reconstitution à laquelle a participé notamment Augustin Jal), naitra cent quatre-vingt-onze jours après le mariage de ses parents ?
Ces questions interpellent et expliqueraient peut-être pourquoi Moreau laisse femme et enfant à Paris pour vivre sa vie de marin.

### Une vocation tardive de marin
Moreau rejoint Brest pour embarquer sur le Dix-Août que commande le capitaine de vaisseau Jacques Bergeret. Ce dernier pressent rapidement que sous ce volontaire novice il y a un futur officier d'une grande valeur. Évoquant l'aspirant de marine qu'il a côtoyé et bien connu à bord du Dix-Août, Joseph de Bonnefoux est impressionné par « la taille élevée de Moreau, le caractère sévère de sa figure, son costume original, son organe pénétrant, sa parole incisive, l'impétuosité de ses mouvements, le ton d'autorité de son regard, ».
Bergeret aide Moreau, lui témoigne de l'amitié et demande au ministre que son matelot soit soumis à l'épreuve de l'examen d'aspirant de première classe. Le ministre, c'est Bruix ; il aime les hommes qui ont de la capacité et du vouloir, mais il est le gardien de la loi laquelle exclut du concours toute candidature passé un certain âge. Bergeret insiste et défend si bien la cause de Charles Moreau que le ministre l'exempte des conditions d'âge.
Le jour de l'examen les curieux se sont déplacés pour voir comment va se comporter le bénéficiaire d'un tel traitement de faveur devant l'éminent ingénieur-constructeur de la Marine française Lancelin. Au bout d'un quart d'heure, l'examinateur s'est fait son opinion : « Citoyen, votre savoir est connu. Ne poussons pas plus loin une épreuve où en définitive le beau rôle est à vous. Car, je vois, si vous preniez la peine de m'interroger à votre tour, je pourrais bien ne pas répondre ! »

### L'expédition Baudin

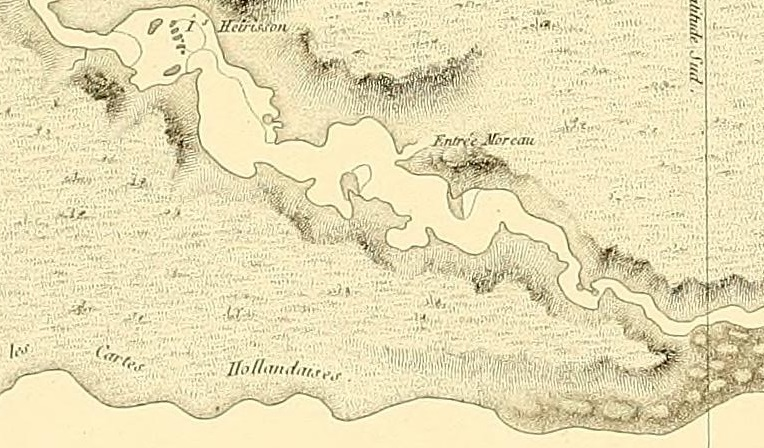
Entrée Moreau : Carte de Freycinet

Le nouvel aspirant de première classe est désigné en 1800 pour faire partie de l'état-major d'une des deux corvettes prévues pour une expédition dans les terres australes et embarque sur le Naturaliste que commande le capitaine de frégate Hamelin. La seconde corvette le Géographe est commandée par le capitaine de vaisseau Baudin, chef de l'expédition qui part du Havre le 19 octobre 1800.
Charles Moreau se signale par son zèle à apprendre son nouveau métier d'officier de marine : toujours debout, toujours sur le pont quand le sifflet du maître annonce une manœuvre. Baudin, qui a reçu pouvoir du gouvernement pour encourager et promouvoir ceux que le voyage montre dignes d'avancement, le nomme provisoirement enseigne de vaisseau le 28 vendémiaire an X (20 octobre 1801), à Timor, dans la baie de Kupang,, nomination confirmée le 3 brumaire an XII (26 octobre 1803) au retour de la mission.
Le 18 prairial an XI (7 juin 1803), après une absence de deux ans sept mois et dix-huit jours,, le Naturaliste, qui s'est séparé le 9 décembre 1802 du Géographe à l'île King, (actuelle Tasmanie) pour rapporter les premières collections en France, est de retour au Havre. Charles Moreau obtient alors un congé de trois mois qu'il va partager avec sa famille.
Il a laissé son nom le 17 juin 1801 à l'entrée Moreau,,,,, située à la jonction de la Swan River, avec la Canning River (en), à Perth, et le 14 août 1801 à la pointe Moreau,,, un cap d'Australie-Occidentale donnant sur le havre Henri Freycinet, dans la baie Shark,. Il s'agit vraisemblablement du premier point géographique doté d'un nom de polytechnicien.
Le second est le cap Boullanger à l'extrémité nord de l'île Maria,, située au large de la Tasmanie, nommé six mois plus tard, le 19 février 1802, en l'honneur de Charles-Pierre Boullanger, camarade de promotion de Charles Moreau, embarqué sur la corvette Le Géographe de la même expédition Baudin en tant que cartographe et ingénieur en hydrographie.

### Le camp de Boulogne

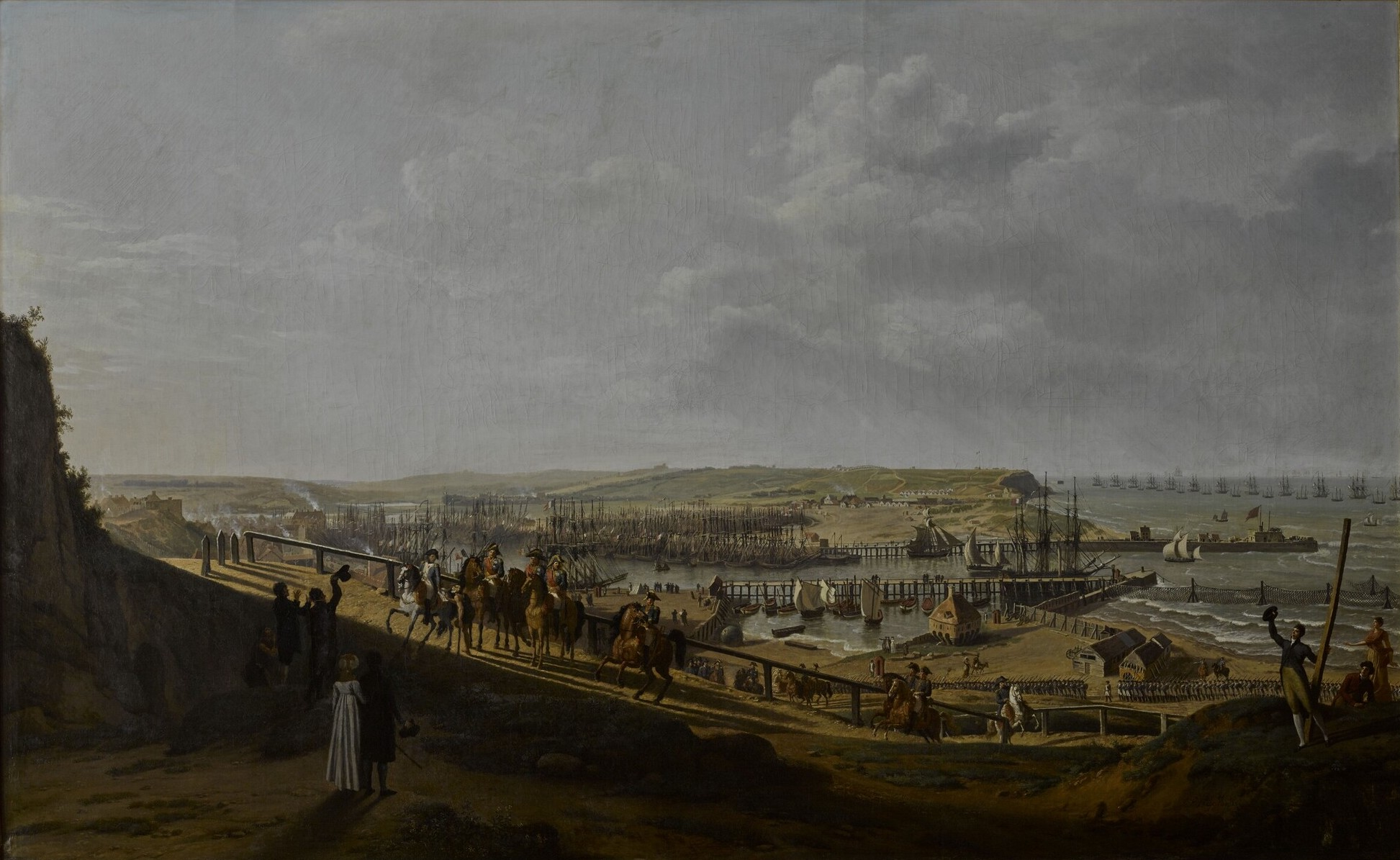
Napoléon visitant le camp de Boulogne

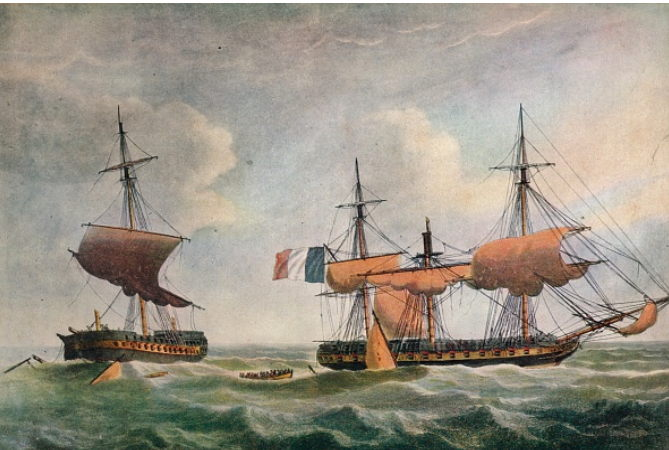
Capture du Warren-Hasting par la Piémontaise

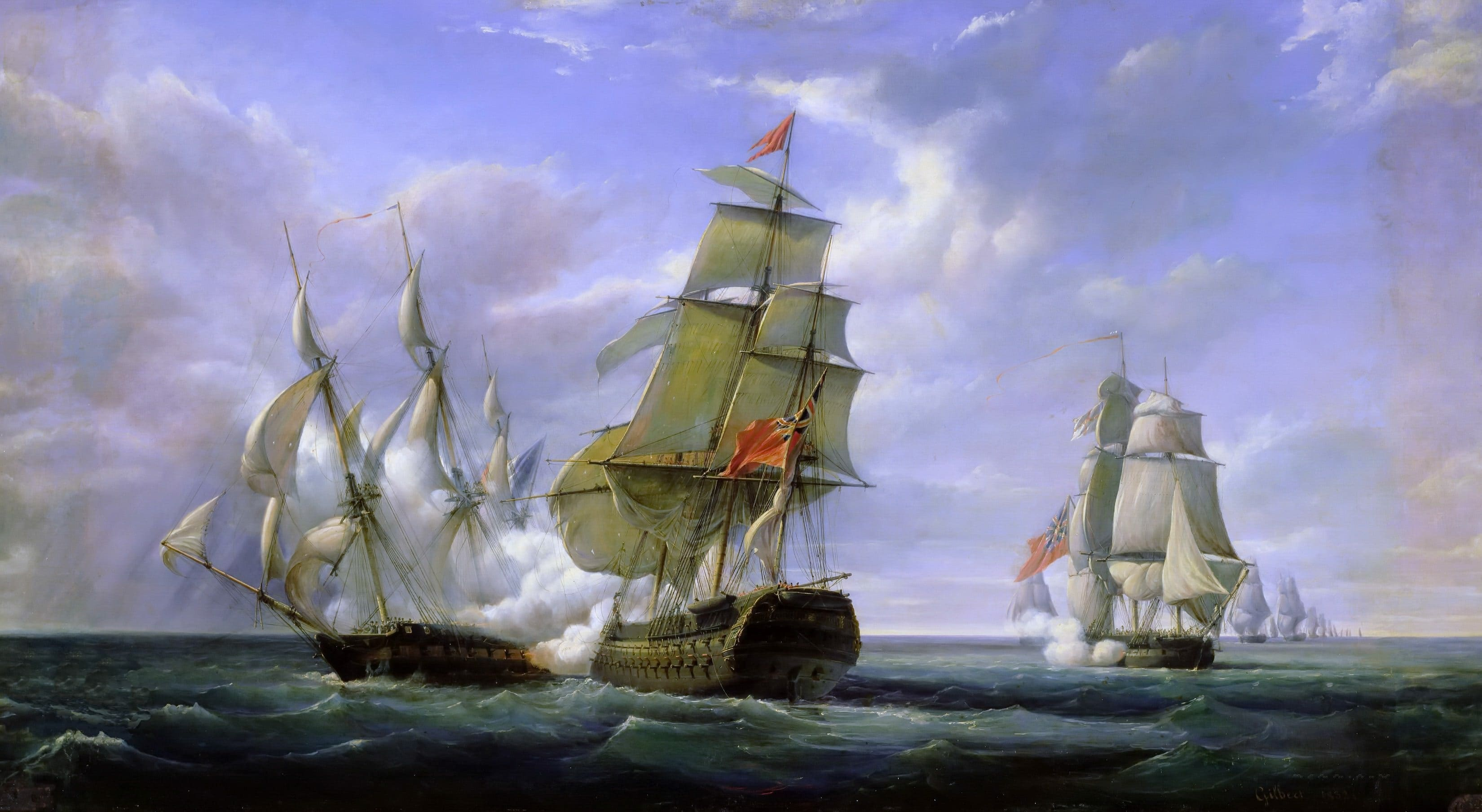
Combat du (au premier plan) et du contre la frégate française la Canonnière

Le 16 mai 1803, les Britanniques, sans déclaration de guerre préalable, saisissent ou arraisonnent une centaine de navires français et bataves. Il en est fini de la paix d'Amiens : la France déclare la guerre à l'Angleterre. Bonaparte (Napoléon 1er) choisit alors Boulogne-sur-Mer comme base pour mener l'invasion de l'Angleterre.
Tous les chantiers navals français travaillent à préparer le jour où l'armée d'Angleterre traverserait la Manche. Paris donne l'exemple : des ateliers sont installés sur l’esplanade des Invalides et des manœuvres sont organisées sous le pont de la Concorde. Les villes, les départements, les grandes institutions rivalisent de zèle pour offrir des vaisseaux, des péniches à fond plat, des voiles.
Les élèves de l'École polytechnique, auxquels Napoléon donnera l'année suivante 1804 le statut militaire, entendent également participer à cet effort de la patrie. Ils se cotisent, construisent et arment à leurs frais une chaloupe canonnière,, La Polytechnique (no 287,), placée sous le commandement de leur ancien, l'enseigne de vaisseau Charles Moreau, de retour de congé et qui la conduit au camp de Boulogne.

### À bord dela Canonnière
Charles Moreau quitte Boulogne en 1805 pour Cherbourg où il embarque sur la frégate la Canonnière commandée par César de Bourayne. Il est nommé lieutenant de vaisseau le 25 fructidor an XIII (12 septembre 1805). Bourayne demande pour lui le commandement d'une corvette, mais Decrès, le ministre de la marine et des colonies, le maintient dans le cadre des officiers de la frégate qui, le 14 novembre 1805, part pour l'Isle de France.
Pendant le voyage Moreau tombe malade et, son état empirant, il est débarqué et doit à regret laisser la Canonnière poursuivre sans lui sa route vers le cap de Bonne-Espérance. Celle-ci combat — le 21 avril 1806 — contre le HMS Tremendous de 74 canons et le HMS Hindostan (en) (50) au large de la province de Natal, et subit au Cap, le feu des batteries anglaises (29 avril).

### À bord dela Piémontaise
Moreau ne reste pas longtemps inactif et embarque en qualité de premier lieutenant (second), ou lieutenant en pied comme on disait alors, sur la frégate la Piémontaise (en) que Louis-Jacques Epron de la Horie a amenée de Saint-Malo.
Il est du combat du 21 juin 1806 que livre cette frégate contre le trois-mâts Waren-Hastings (en), vaisseau de la compagnie des Indes, armé de quarante-huit bouches à feu du calibre de dix-huit, qui revient de la Chine, commandé par le capitaine Larkins, et est capturé après une noble résistance.
Moreau est alors accusé par un rapport aussi odieux que mensonger d’avoir frappé de son poignard le capitaine Larkins après que ce vaisseau s'est rendu. Le gouvernement de Calcutta expédie sur-le-champ à tous les navires l’ordre de pendre à la grand’vergue le lieutenant Moreau, si la Piémontaise vient à subir le destin du Warren-Hastings.
L’accusation du capitaine Larkins, la circulaire de la compagnie, finissent par arriver à la connaissance de Moreau : « Les Anglais peuvent donner tous les ordres qu’ils voudront, je ne tomberai pas vivant entre leurs mains ».

#### Le combat contre leSan Fiorenzo

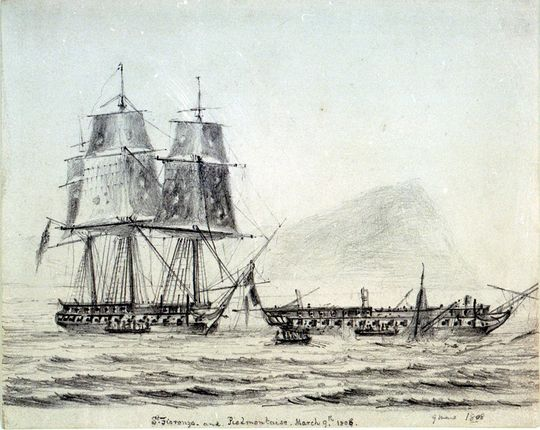
HMS St Fiorenzo et la Piemontaise

Moins de deux ans plus tard, dans les premiers jours de mars 1808, La Piémontaise est rattrapée dans le golfe de Mannar par la frégate anglaise San Fiorenzo (en) que commande George Nicholas Hardinge. Un combat naval s’engage le 7 ; la nuit vient l’interrompre, on le reprendra quand paraîtra le jour.
Moreau est resté sombre ; il augure mal de l’issue d’une affaire qui jusque-là n’a pas été conduite à sa guise. « Promettez-moi, dit-il à son ami Baudin, de me jeter à la mer, si par hasard demain j’étais blessé ». Baudin se récrie, « Promettez toujours ! ». Baudin détourne la tête et ne répond pas. Le 8, le lendemain, comme on l’avait prévu, l’action recommence. Moreau est à son poste sur le gaillard d'avant ; un éclat de bois le frappe à la cuisse. Il tombe ; les matelots s’empressent autour de lui.
Moreau est à son poste, mais c'est sur un cadre dans l'entrepont qu'il devrait être, entre les mains des chirurgiens. Car les blessures reçues la veille et cette blessure toute saignante, un bras coupé, qu'il vient de recevoir l'ont horriblement affaibli. On veut l’emporter dans la cale. « Non pas dans la cale, s’écrie-t-il, à la mer ! »
Le feu de la Piémontaise faiblit. Pour Moreau, il est évident que la frégate va être contrainte à se rendre ; les Anglais viendront, sabre au poing, le demander. Mais il veut mourir debout avant que le capitaine Epron ne fasse entendre cette parole fatale : « Amenez le pavillon » et que le pavillon français, s'abaissant devant le jack d'Angleterre, ne descende de la corne d'artimon. Moreau prend le parti d'échapper au vainqueur par une mort volontaire.

#### La disparition volontaire en mer
Moreau se traîne jusqu'au coltis où la frégate est sans bastingage et essaie de se jeter à la mer, mais ses forces le trahissent. Il appelle un officier : « Mon ami, rendez-moi le service de me jeter à la mer ». L'officier refuse et tâche de le persuader que la chirurgie peut encore le sauver. Moreau ne discute même pas : « Comme votre supérieur, je veux être obéi dans le dernier ordre que j'ai à vous donner, Jetez-moi à la mer ». L'officier détourne alors la tète, pousse, par-dessus le bord le corps mutilé qui tombe non pas à l'eau mais sur le dormant de l'écoute de misaine.
Moreau a peur qu'on ne vienne à son secours, il fait un mouvement, se dégage de la corde qui le retient et plonge dans les flots, qui l'entraînent bientôt au milieu du sillage de la frégate. Le pavillon tombe quelques instants après. La Piémontaise est prise par les Anglais après avoir subi des pertes considérables : quarante-neuf tués et quatre-vingt-six blessés. Au nombre des morts se trouvent deux enseignes et le premier lieutenant. Ainsi périt Charles Moreau, entré dans la marine à vingt-deux ans et mort à trente.
Selon l’amiral Charles Baudin, son compagnon d’armes à bord de la Piémontaise, qui était de l'expédition Baudin sur le Géographe en tant qu'aspirant de deuxième classe et l'avait déjà côtoyé, Moreau aurait été une des gloires les plus pures et les plus éclatantes de la marine française : « Moreau eût régénéré notre marine ».
Dans l'extrait du journal du capitaine de vaisseau L.-J. Epron, depuis le 30 décembre 1807 jusqu'au 8 mars 1808 (manuscrit appartenant aux archives de la première direction de marine), le commandant de la Piémontaise ne donne aucun détail sur la fin de son officier et se contente de ces mots laconiques : « J'avais alors, par les trois affaires, quarante-neuf hommes tués, du nombre desquels le premier lieutenant... ».
Un décret en date du 28 mai 1809 accorde à sa veuve une pension annuelle de 800 francs. Ce décret est rendu sur le rapport de Decrès, ministre de la marine : « Sire, le lieutenant de vaisseau Charles Moreau a été tué, le 8 mars 1808 dans un combat soutenu par la frégate de votre majesté la Piémontaise contre le San-Fiorenzo. Au moment de sa mort cet officier comptait dix ans environ de services… Ses talents, son courage, sa noble ambition, donnaient les plus grandes espérances. Le sieur Moreau laisse une veuve et un enfant en bas âge ».

## Cartographie
Sur les cartes géographiques relevées lors de l'expédition Baudin, Moreau a laissé son nom :
- à l'entrée Moreau[39],[40],[41],[42], située à la jonction de la Swan River[41],[a 3] avec la Canning River (en)[a 4] à Perth[45],
- à la pointe Moreau[46], un cap d'Australie-Occidentale donnant sur le havre Henri Freycinet, dans la baie Shark[49],[a 5].